# Universal Flash Storage
Universal Flash Storage (UFS) este o specificație de memorie nevolatilă flash pentru aparate foto digitale, camere video, smarthphone și alte dispozitive electronice de larg consum. Pe cardurile UFS se pot stoca nu numai fotografii și videoclipuri, dar chiar și sistemul de operare al dispozitivului. UFS reprezintă următoarea generație de spațiu de stocare mobilă ce urmează cardurile eMMC, aproape de performanțele unui SSD. Standardele UFS sunt dezvoltate de JEDEC Solid State Technology Association.  UFS înlocuiește rapid memoria eMMC, care era standard în smartphone-urile moderne. 
Standardul UFS 1.0 a fost introdus în 2011, dar cardurile UFS au început să fie lansate abia în anul 2016, când Samsung a prezentat primele carduri UFS 1.0 în capacități de stocare de 32, 64, 128 și 256 GB. Au urmat versiunile UFS 2.0 în 2013, UFS 2.1 în 2016, UFS 3.0 în  2018 și UFS 3.1 în ianuarie 2020.

## Caracteristici
UFS folosește tehnologia NAND și la fel ca eMMC, încorporează mai multe matrițe flash 3D TLC NAND stivuite (circuite integrate) cu un controler integrat care efectuează funcții de gestionare NAND, cum ar fi Error-Correcting Code (ECC), nivelul de uzură și gestionarea blocurilor.
Cardurie de memorie UFS folosesc tehnologia Command Queue, ce accelerează viteza execuțiilor de comenzi printr-o interfață serială full-duplex, mărind semnificativ vitezele de procesare de date, comparativ cu standardul eMMC de 8 biți bazat pe interfață paralelă. Această tehnologie permite realizarea a 19.000 de operațiuni input/output pe secundă (IOPS) pentru citire aleatorie și este de 2,7 ori mai rapidă decât tehnologia memoriilor eMMC 5.0. Memoriile UFS asigură o performanță de citire și scriere secvențiale, care ajunge la nivelul SSD-urilor, având însă un consum de energie redus la jumătate. În plus, viteza de citire aleatorie este de 12 ori mai mare decât cea a unui card de memorie obișnuit, care rulează la 1.500 IOPS, și este de așteptat ca această viteză să îmbunătățească semnificativ performanța sistemului.
Pentru scrierea aleatorie a datelor pentru stocare, memoria integrată ultra rapidă UFS operează la 14.000 IOPS și este de 28 de ori mai rapidă decât cardurile obișnuite de memorie. Astfel, aceasta asigură redarea cu uşurintă a conținutului video UHD, cât și o varietate de posibilităţi de multitasking. 

## Versiuni
- UFS 1.0 - Prima versiune UFS a fost publicată de JEDEC în 2011 și dezvoltată de Samsung. Oferă viteze de transfer de date de cinci ori mai rapide decât cardurile microSD UHS-I actuale (530 MB/s viteze de citire și de până la 170MB/s viteze de scriere), astfel că un card UFS 1.0 poate citi un film de 5GB full HD în 5 secunde. Capacitatea de stocare este de 256 GB. Cardurile UFS 1.0 au dimensiuni similare cu formatul microSD, dar nu sunt compatibile cu sloturile microSD, microSDXC, microSDHC.[5]

- UFS 1.1 - În iulie 2012, JEDEC a publicat standardul pentru versiunea UFS 1.1 cu specificații pentru aplicații mobile și sisteme de calcul care necesită performanțe ridicate și consum redus de energie[6]

- UFS 2.0 - Apărut în septembrie 2013, standardul UFS 2.0 HS-G2, este prima versiune de mare viteză UFS care  poate suporta două benzi (full-duplex), fiecare operând la o viteză maximă de aproximativ 600 MB/s. Viteza de citire este de 350 MB/s, viteza de scriere 150 MB/s.

- UFS 2.1 - A fost lansat în aprilie 2016. Multe dintre dispozitivele moderne, cum ar fi Galaxy S8/S8 +, Xperia XZ Premium, OnePlus 5, Huawei P10 Plus, dispunde de UFS 2.1, ceea ce le permite să obțină viteze de citire de până la 800MB/s și de scriere de 255 MB/s.[7]

- UFS 3.0 - A fost adoptat în ianuarie 2018, Toshiba introduce un an mai târziu prima memorie flash UFS 3.0 pentru smartphone și VR. Galaxy Fold și OnePlus 7 Pro au fost primele smarthphone-uri anunțate cu UFS 3.0.[8] UFS 3.0 folosește cele mai recente tehnologii 3D NAND, MIPI M-PHY v4.1 și UniProSM v1.8 pentru a obține o rată de date de 2900 MB/s. Viteza de citire este de 2100 MB/s, de scriere 410 MB/s. O altă inovație importantă a specificației UFS 3.0 este suportul îmbunătățit pentru RPMB (Replay Protected Memory Block), și creșterea stivelor de straturi de la 48 la 64. În plus, este și un cip de memorie flash V-NAND pe 3 biți, reducând consumul de energie de la 3,3V la 2,8V. Noul standard UFS 3.0 este proiectat pentru stocarea de mare capacitate. UFS 3.0 este disponibil în variante de stocare de 128 GB, 256 GB și 512 GB. Micron Technology a declarat că primele telefoane cu memorie internă de 1 TB își vor face debutul în 2021.[9][10][11]

- UFS 3.1 - Ultimul standard, cel actual, a fost publicat de JEDEC la începutul anului 2020 care include noile caracteristici, Deep Sleep, Write Booster și Host Performance Booster, ce ridică viteza de scriere la 1200 MB/s și reducerea consumului de energie.  UFS 3.1 este considerat viitorul standardului de stocare mobilă.[12]

- UFS 4.0 - Standardul se află în dezvoltare și este preconizat pentru anul 2022. UFS 4.0 va spori lățimea de bandă la aproximativ 4800 MB/s și implementat cu tehnologii de memorie flash mai avansate pentru performanțe, eficiență și durabilitate mai bune, cum ar fi multi-layer 3D TLC sau QLC NAND flash.[13]

Există și alte variante UFS: eUFS pentru stocare internă în sisteme înglobate și pentru carduri amovibile asemănătoare cu microSD. eUFS a fost adoptat pentru prima dată de Samsung Galaxy S6 și a continuat să apară în toate dispozitivele Samsung premium ulterioare.